# گلشن گروور
گلشن گروور (انگلیسی: Gulshan Grover؛ زادهٔ ۲۱ سپتامبر ۱۹۵۵) هنرپیشه اهل کشور هند است. وی از سال ۱۹۸۰ میلادی تاکنون مشغول فعالیت بوده و تاکنون در بیش از ۴۰۰ فیلم بازی کرده‌است.

## فیلم‌شناسی
فهرست برخی از فیلم‌هایی که گلشن گروور در آن‌ها به ایفای نقش پرداخته‌است:
- ما پنج نفر -۱۹۸۰
- اوتار -۱۹۸۳
- عشق عشق عشق -۱۹۸۹
- سوداگر -۱۹۹۱
- رام می‌داند -۱۹۹۵
- جرم -۱۹۹۵
- زمین -۱۹۹۸
- پیروزی -۲۰۰۹
- سلام بمبئی
- ماریگولد
- تلاش
- ملکه مارها ۲
- دختری از ماه
- قربانی
- باغی
- به همسرم جواب نده
- ده
- بوم
- آسیب
- بانجاران
- مامور وینود
- کلک
- بازیکن ۴۲۰
- شریک زندگی من
- جامبو
- بزرگترین بازیکن
- بازیکنی از بازیکنان
- آقا و خانم بازیکن
- بازیکن بین‌المللی
- رنگارنگ
- مهره
- میدان جنگ
- باروت
- شعله‌های آتش
- آتش
- سوگند هندوستان
- همشکل
- بله قربان
- جگر
- نامشروع
- دیوانه
- پس ببخشید
- آنتونی کیست؟
- یک به‌علاوه یک میشه یازده
- خار
- آغاز
- سلاح
- بی عدالتی
- آقازاده
- نمک
- محبوب
- فشنگ
- ناک اوت
- نیرومند
- دلداده
- مسیر پیروزی
- تارزان: ماشین شگفت‌انگیز
- پروانه
- دلسوز
- بریم عشق‌بازی کنیم
- سرت را بالا نگهدار
- گلوله راجا
- امتحان
- مرد خائن
- بیایید عاشق شویم
- بازی: بازی عادی نیست
- آخر حماقت
- شهامت
- جسم
- جهان
- افسانه عشق
- دل بیشتر می‌خواد
- دو زندانی
- جایزه ده هزار
- جوا
- حق من
- جنگ بزرگ
- بازی با جان
- قانون از ماست
- ۳ دیوار
- الله رکا
- این فقط قلب است
- ساده‌لوح
- مشعل
- صدای عدالت
- پیروزی
- خدا
- دوستی
- داستان نفرت ۴
- پسر بچه
- گناه
- وقت آواز
- خانه جهان
- افسر پلیس
- رویاهای ساجن
- عزیز دل
- نمایشنامه سرنوشت
- کالی گنگا
- آتش بی‌حرمتی
- زن داداش
- مه
- کارخانه اسید
- شعله و شبنم
- چشم‌ها
- من برای تو می‌میرم
- دختر شیطان
- ووداستوک ویلا
- فرزند پسر باید اینطور باشد
- پرطاقت
- دریا دل
- شنگرفی
- خون من
- دوستان در قرن دهم
- اینا مینا دیکا
- آنامیکا
- یام‌راج
- ۲۰۰۱: دو هزار یک
- بهبودی هفته
- سوگند
- هستی
- قرض شیر
- شماره پدر، پسر شماره ده
- تسلط بر حقیقت
- آخرین دادگاه
- عدالت شیوا
- خیابان چاپ
- جواب من
- پول این پول
- ظلم و ستم
- ماها شاکتیشالی
- ضد
- وحشت
- ترینترا
- زلزله
- همه جا را آتش بزنید
- چه کسی عدالت را اجرا خواهد کرد؟
- خیابان ۲
- سوریاوانشی
- از زمانه چه ترسی داریم
- قفل کردن
- کی راست میگه کی دروغ میگه
- عزت خانه
- عشق اول
- نجات
- معنی
- خیابان ۲
- سوروسات عروسی راجا می‌آید
- آقا
- تادیپار
- اولین نامه عاشقانه
- حماسه بمبئی
- دروازه را ببند
- چهره
- زندگی یک سفر است
- به پدر شوهر گوش کن
- چاتور سینگ دو ستاره
- او خواهرت خواهد بود
- قبل از عروسی
- قانون
- قرض
- دوباره
- زن دوم
- یکی بهتر از دیگری
- قلب و عاشقانه
- دلسوز
- تله
- جلاد
- ویرانه
- از زور استفاده کن...هی!
- تکبر
- بیلو پادشاه
- یوزپلنگ
- اسیر تو